# Augustamnica
Augustamnica (griechisch Αὐγουσταμνική) war eine spätantike römische Provinz in Ägypten. Sie entstand aus einem Teil der alten, unter Diokletian eingerichteten Provinz Aegyptus Herculea und wurde im 4. Jahrhundert geschaffen. Sie umfasste das östliche Nildelta und gehörte zunächst zur Dioecesis Orientis, später zur Dioecesis Aegypti. Sie erlosch mit der arabischen Eroberung Ägyptens in den 640er-Jahren.

## Augustamnica
Die Provinz wurde während der Römischen Tetrarchie mit dem Namen Aegyptus Herculia geschaffen. Sie wurde Diokletians Mitregenten Maximian (genannt: Herculius) übertragen mit dem alten Memphis als Hauptstadt (315–325). Bald darauf wurde sie jedoch wieder in die Provinz Aegyptus eingegliedert. 341 wurde die Provinz unter dem Namen Augustamnica erneut eingerichtet. Zum Provinzgebiet gehörte auch die alte Heptanomia.

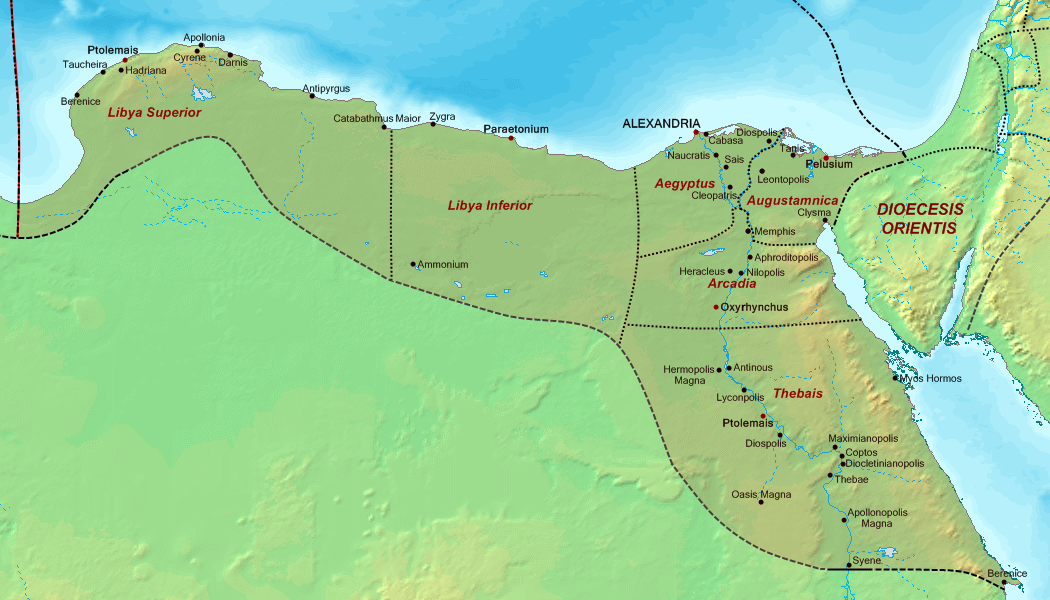
Karte der römischen Diöcese Aegyptus mit Augustamnica im Osten.

Als einzige Provinz Ägyptens unterstand sie einem Corrector, einem Gouverneur mit niedrigerem Rang.
Um 381 wurden die Provinzen Ägyptens in einer eigenen Diözese (Dioecesis Aegypti) zusammengefasst. Zwischen 386 und dem Ende des 4. Jahrhunderts entstand die neue Provinz Arcadia Aegypti (nach Kaiser Arcadius) aus den Teilen von Augustamnica, die zur Heptanomia gehörten. In diesem Zuge wurde die Hauptstadt von Augustamnica nach Pelusium verlegt.
In militärischer Verwaltung unterstand die Provinz einem Comes limitis Aegypti. Laut der Notitia dignitatum waren in der Provinz unter seinem Kommando zahlreiche militärische Einheiten stationiert (siehe Römische Streitkräfte in Aegyptus).

## Augustamnica I und II
Vor 539 wurde Augustamnica in zwei Provinzen geteilt: Augustamnica Prima (Norden) und Augustamnica Secunda (Süden).
Augustamnica Prima behielt Pelusium als Verwaltungszentrum unter einem corrector. Zu diesem Teil gehörten die Städte Pelusium, Sethroites (Sethraites), Tanis (Pannis), Thmuis, Rhinokorura, Ostrakine (Ostranika), Pentaschoinon, Kasion, Aphnaion (Aphtaion), Hephaistos, Panephusos (Panithysos), Gerrha (Geros), Thenessos. Leontopolis war die Metropolis von Augustamnica Secunda. Zu diesem Teil gehörten die Städte Leontopolis, Athribes (Athrides), Helius, Bubastos, Pharzisthos (Karbeuthos, gemeint wohl Pharbaetus), Arabia, Klysma.

## Titularbistümer
Die katholische Kirche führt einige der ehemaligen Bischofssitze der Provinz als Titularbistümer.
Im Annuario Pontificio werden mehrere Bistümer als titulare Bischofssitze geführt:
| - Aphnaeum (Tell-Defenneh?) - Casius - Damiata - Geras - Hephaestus - Ostracine | - Panephysis (am See Menzaleh) - Pelusium, Metropolie und Erzbistum - Phacusa - Rhinocorura (al-Arisch) - Sata - Sela (bei El Qantara) | - Sethroë (zwischen San-El-Hagar und Tell-Farama) - Tamiathis - Tanis - Thennesus - Thmuis |

In Augustamnica II liegen:
| - Arabia (Uadi-Tumilat) - Athribis - Babylon | - Bubastis - Clysma - Heliopolis in Augustamnica | - Leontopolis in Augustamnica, Metropolie und Erzbistum - Pharbaetus - Phelbes |